# آشپزی آرژانتینی

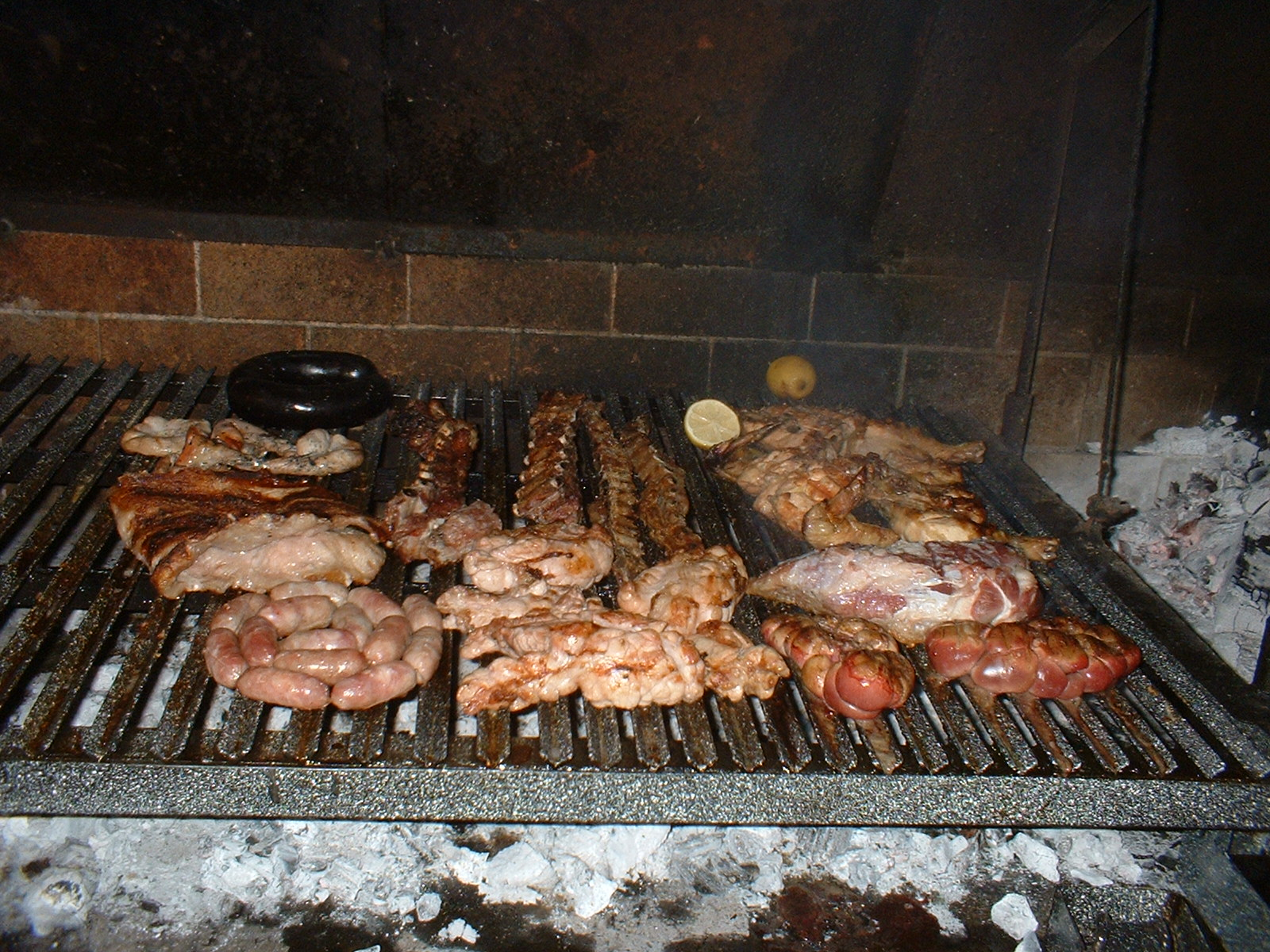
غذای آسادو متداول در آرژانتین (گریل).

آشپزی آرژانتینی (انگلیسی: Argentine cuisine) به عنوان یک آشپزی اختلاط فرهنگی از فرهنگ‌ها توصیف شده‌است. از فرهنگ غذایی مردم بومی آرژانتین که روی مصرف مواد خوراکی همچون هومیتا، سیب زمینی، مانیوک، فلفل، گوجه‌فرنگی، لوبیا و یربا ماته تمرکز داشتند تا تأثیر فرهنگ آشپزی مدیترانه ای که در طی دوره استعمار، توسط اسپانیایی‌ها با خود آورده بودند. این موضوع منجر به اختلاط فرهنگی کریولویی‌ها (گائوچو ومهاجران قدیمی اسپانیایی)، مردم بومی و مردم ناحیه آفریقای جنوب صحرا (به دلیل تجارت برده) در این آشپزی گردید. مدتی بعد، به خاطر ورود قابل توجه مهاجران اسپانیایی و ایتالیایی در طی قرن نوزدهم و بیستم به آرژانتین، این امر کامل شد. به خاطر اینکه بسیاری از عادات غذایی آنها و غذاهایی همچون پیتزا، پاستا و ترتیلا اسپانیایی را دربر گرفته بود.